# Campeonato Mundial de Lucha de 1957
El XVII Campeonato Mundial de Lucha se celebró en Estambul (Turquía) entre el 1 y el 3 de junio de 1957 bajo la organización de la Federación Internacional de Luchas Asociadas (FILA) y la Federación Turca de Lucha.  Solamente se compitió en las categorías del estilo libre.

## Resultados

### Lucha libre
| Evento | Oro                        | Plata                       | Bronce                    |
| ------ | -------------------------- | --------------------------- | ------------------------- |
| 52 kg  | Mehmet Kartal Turquía      | Mirian Tsalkalamanidze URSS | Luigi Chinazzo · Italia   |
| 57 kg  | Hüseyin Akbaş Turquía      | Tauno Jaskari · Finlandia   | Yasuyuki Shimamura Japón  |
| 62 kg  | Mustafa Dağıstanlı Turquía | Hosein Molagasemi Irán      | Norik Musheguian URSS     |
| 67 kg  | Alimbeg Bestayev URSS      | Hayrulah Şahin Turquía      | Kazuo Abe Japón           |
| 73 kg  | Vajtang Balavadze URSS     | İsmail Ogan Turquía         | Murtaza Murtazov Bulgaria |
| 79 kg  | Nabi Soruri Irán           | Gueorgui Sjirtladze URSS    | Hasan Güngör Turquía      |
| 87 kg  | Petko Sirakov Bulgaria     | Boris Kulayev URSS          | İsmet Atlı Turquía        |
| +87 kg | Hamit Kaplan Turquía       | Wilfried Dietrich RFA       | Jiusein Mejmedov Bulgaria |

## Medallero
| Núm. | País      | Oro | Plata | Bronce | Total |
| ---- | --------- | --- | ----- | ------ | ----- |
| 1    | Turquía   | 4   | 2     | 2      | 8     |
| 2    | URSS      | 2   | 3     | 1      | 6     |
| 3    | Irán      | 1   | 1     | 0      | 2     |
| 4    | Bulgaria  | 1   | 0     | 2      | 3     |
| 5    | RFA       | 0   | 1     | 0      | 1     |
| 5    | Finlandia | 0   | 1     | 0      | 1     |
| 7    | Japón     | 0   | 0     | 2      | 2     |
| 8    | Italia    | 0   | 0     | 1      | 1     |
|      | TOTAL     | 8   | 8     | 8      | 24    |